# Excoecaria aporusifolia
Excoecaria aporusifolia là một loài thực vật có hoa trong họ Đại kích. Loài này được P.T.Li mô tả khoa học đầu tiên năm 1984.